# Nosheena Mobarik
Nosheena Mobarik, baronne Nosheena Mobarik, née le 16 octobre 1957 au Pakistan, est une femme politique britannique. Membre du Parti conservateur, elle est députée européenne de 8 septembre 2017 au 31 janvier 2020.